# Kit Culkin
Christopher Cornelius "Kit" Culkin, född 6 december 1944 på Manhattan i New York, är en amerikansk skådespelare. Han är far till skådespelarna Macaulay, Kieran och Rory Culkin som han har från förhållandet med Patricia Brentrup. Förutom Macaulay, Kieran och Rory, fick han även barnen Shane (född 1976), Dakota (1979–2008), Quinn (född 1984) och Christian (född 1987) med henne, tills de gick skilda vägar 1995.
Culkin var med i Becket 1960–1961 och 1964 i Hamlet på Broadway.